# Worms

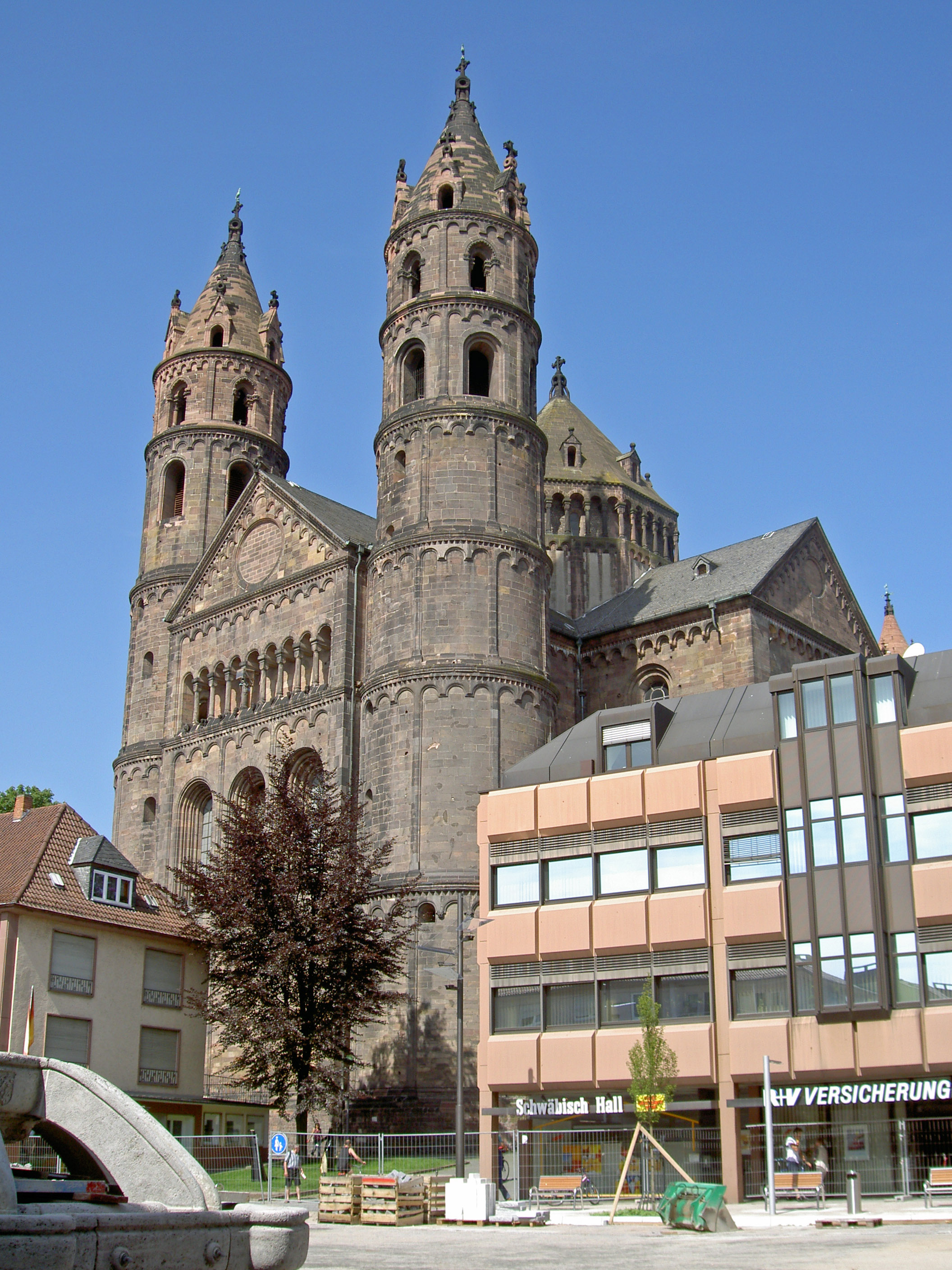
Catedral de Worms.

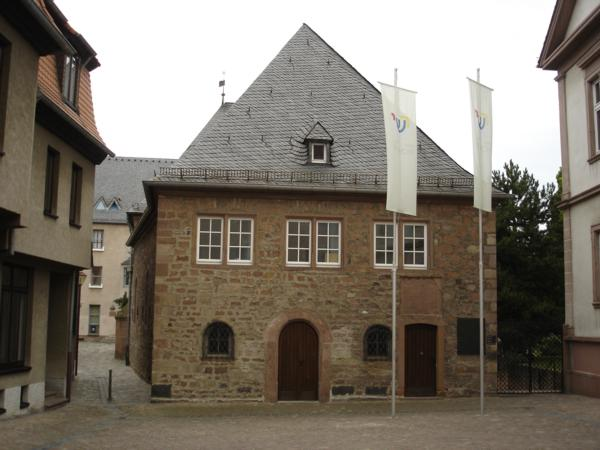
Sinagoga de Worms

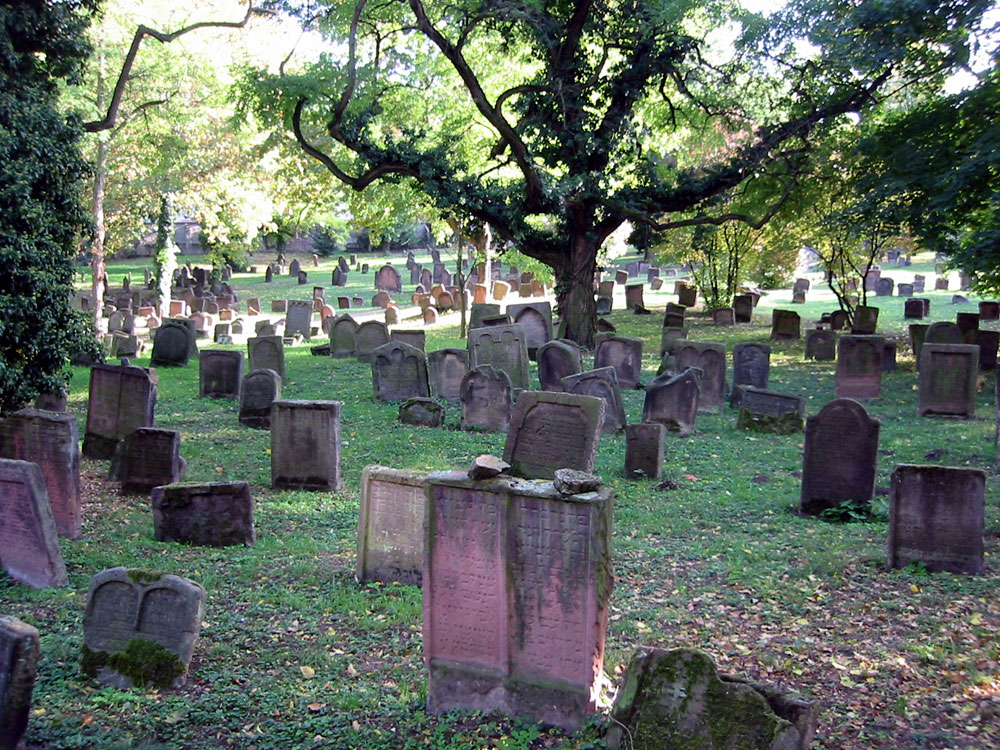
Cemitério Judaico Heiliger Sand

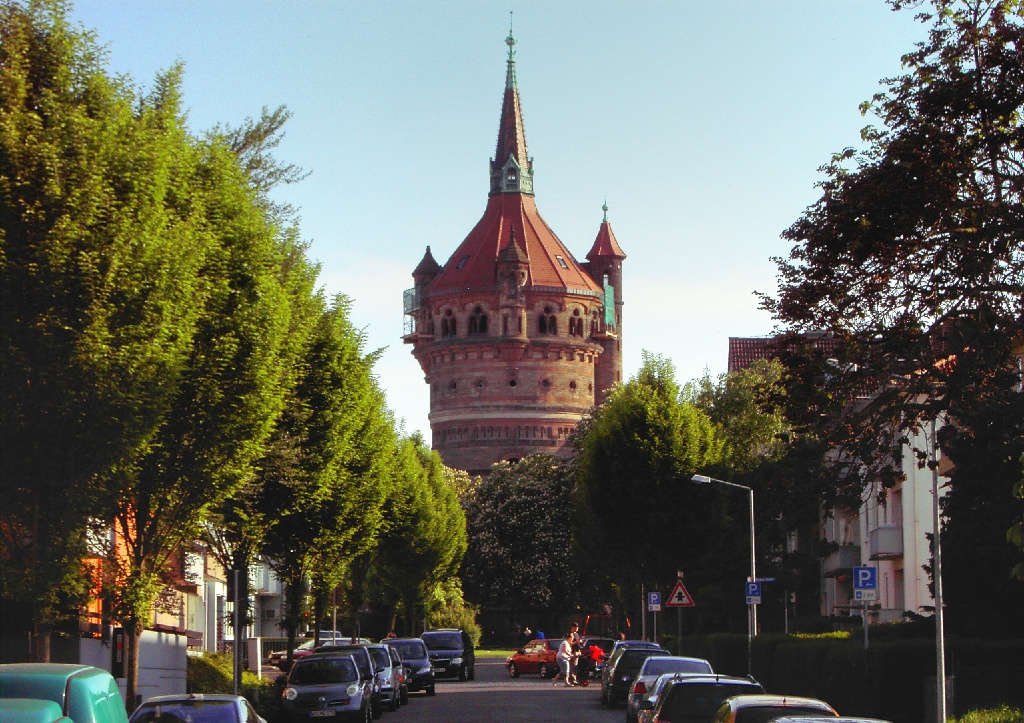
Torre d'água

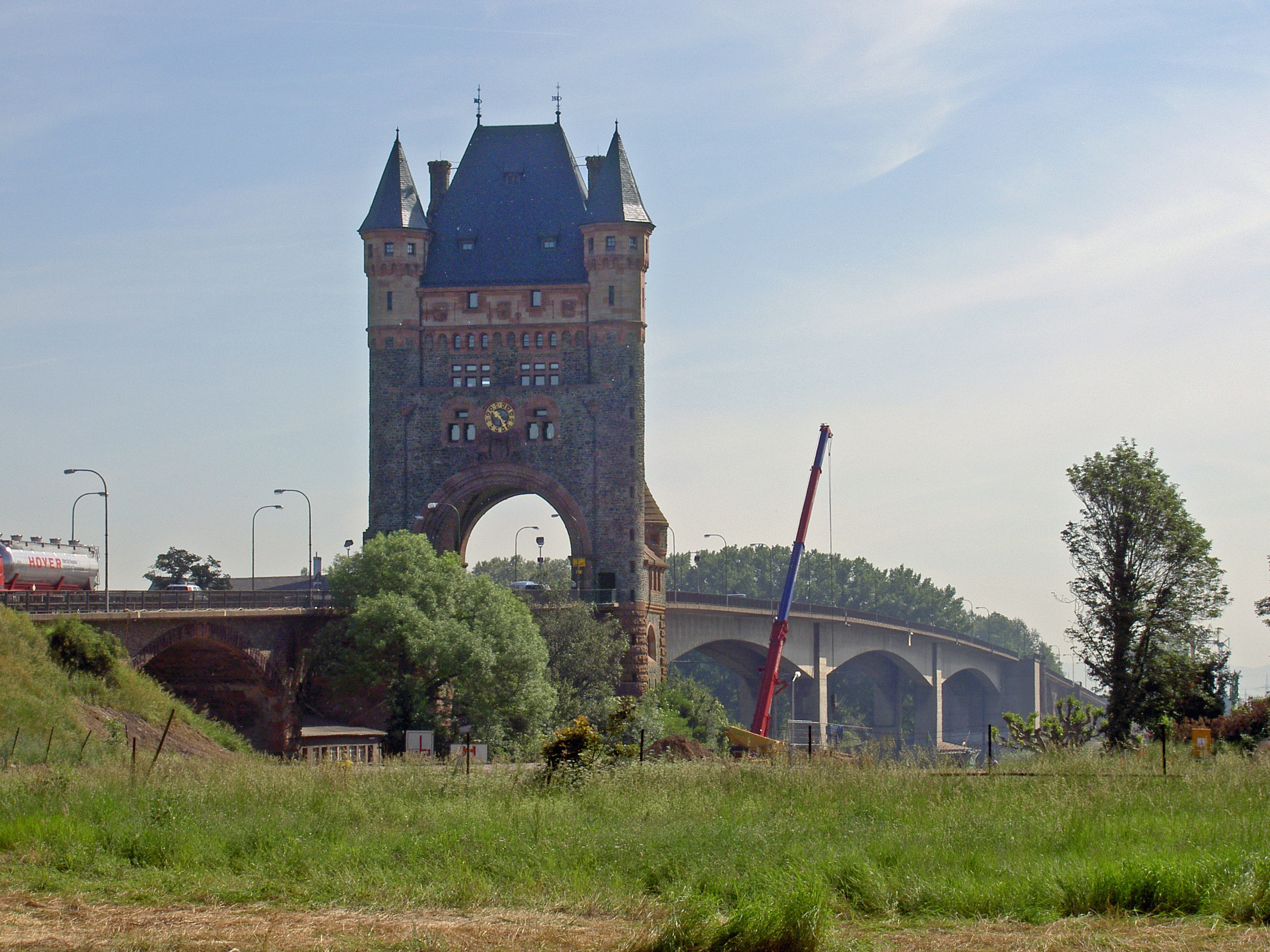
Ponte e Torre dos Nibelungos

Worms ou, na sua forma portuguesa, Vórmia é uma cidade do sudoeste da Alemanha localizada no estado da Renânia-Palatinado. Seu nome deriva do nome do assentamento celta que existia ali, Borbetômago (em latim: Borbetomagus), que significa "assentamento em área úmida", posteriormente adaptado para Vormácia (em latim: Vormatia) a partir do século VI.
Worms é uma cidade independente (Kreisfreie Stadt) ou distrito urbano (Stadtkreis), ou seja, possui estatuto de distrito (kreis).
A cidade é um centro industrial cujo forte são os produtos químicos e metalúrgicos. Também é conhecida pelo seu vinho, chamado Liebfraumilch.

## Geografia

### Situação Geográfica
Worms está situada na parte oriental da Renânia-Palatinado no fosso renâno. Encontra-se no sudeste da região Hesse-Renânia na margem esquerda (ocidental) do Rio Reno entre Mogúncia ao norte e Ludwigshafen ao sul. A cidade está na fronteira do estado, já que a margem direita do Rio Reno pertence ao Hesse. Os rios Pfrimm e Eisbach desembocam no Rio Reno no município de Worms.
As primeiras colinas da Floresta do Palatinado (Pfälzerwald) começam 15 km ao sudeste da cidade. Ao Oeste estão os morros do Wonnegau e no outro lado da planície além do Rio Reno, se estende o Odenwald.
Por sua situação a cidade é um vínculo importante entre os aglomerados urbanos de Rhein-Main com cidades significantes como Francoforte do Meno, Mogúncia, Wiesbaden ou Darmstadt ao norte e Rhein-Neckar com cidades como Mannheim, Ludwigshafen ou Heidelberg.

### Bairros
Os 13 bairros da cidade, dos quais muitos têm uma longa tradição, dão um grande vaolr à preservação do seu caráter típico. Por exemplo festas do vinho são realizadas no jardim do palácio de Herrnsheim e dentro das muralhas medievais de Pfeddersheim.
| (1 de Janeiro de 2009) |            |                             |
| Bairro                 | Habitantes | Situação                    |
| Abenheim               | 2.536      | Noroeste (10 km do centro)  |
| Heppenheim             | 1.947      | Sudoeste (9 km do centro)   |
| Herrnsheim             | 5.947      | Norte (5 km do centro)      |
| Hochheim               | 3.310      | Noroeste do centro          |
| Horchheim              | 4.514      | Sudoeste (4,5 km do centro) |
| Ibersheim              | 685        | Norte (13 km do centro)     |
| Leiselheim             | 1.994      | Oeste (4 km do centro)      |
| Neuhausen              | 10.144     | Norte do centro             |
| Pfeddersheim           | 6.842      | Oeste (7 km do centro)      |
| Pfiffligheim           | 3.449      | Oeste do centro             |
| Rheindürkheim          | 2.873      | Norte (8 km do centro)      |
| Weinsheim              | 2.753      | Sudoeste (4 km do centro)   |
| Wiesoppenheim          | 1.720      | Sudoeste (5,5 km do centro) |

## Cultura e Atrações Turísticas

### Construções Religiosas
- Catedral de Worms
- Cemitério Judaico Heiliger Sand, cemitério judaico mais velho da Europa (desde 1076)
- Sinagoga (mencionada pela primeira vez em 1034) e Casa de Rashi (Talmudschule)
- Monumento a Martinho Lutero
- Igreja Nossa Senhora (Liebfrauenkirche)
- Igreja São Paulo (Pauluskirche) e Mosteiro Dominicano
- Igreja São Martinho (Martinskirche), basilica românica
- Igreja São Magnus (Magnuskirche), menor igreja de Worms, fundada pelos carolíngios
- Igreja Santo André (Andreaskirche) e St. Andreasstift (Museu Municipal)
- Igreja da Trindade (Dreifaltigkeitskirche ou Marktkirche)
- Igreja de Lutero Lutherkirche, igreja em estilo art nouveau

### Construções não Religiosas
- Museu dos Nibelungos
- Muralha Medieval
- Monumento a Hagen
- Ponte dos Nibelungos sobre o Rio Reno com Torre dos Nibelungos
- Torre d'água (Wasserturm)
- Monumento Ludwig
- Große Fischerweide (uma das ruas mais antigas da cidade)

### Parques
Existem os parques seguintes em Worms e nas margens da cidade:
- Albert-Schulte-Park — Parque immediatamente ao norte do centro
- Parque Municipal (Stadtpark) e Bürgerweide — Àrea de recreação ao sul do centro
- Jardim do palácio de Herrnsheim (Herrnsheimer Schlosspark)
- Karl-Bittel-Park ou Pfrimmpark — entre os bairros de Pfiffligheim e Hochheim
- Jardim Zoológico (Tiergarten Worms) — incluído no Bürgerweide